# 岩永惠
岩永 惠（いわなが めぐむ、1945年 - 2015年8月20日）は、日本のテレビプロデューサー、実業家。株式会社テレビ朝日編成局専任局長、元シンエイ動画株式会社代表取締役社長。熊本県出身。
1968年にテレビ朝日に入社。1970年代半ばより主にドラマ作品を中心にプロデューサーとして活動。1998年9月、編成局専任局長に就任。2009年4月よりテレビ朝日の連結子会社となったシンエイ動画（後に完全子会社化）に出向し、同社の代表取締役社長を2012年7月まで務めた。後任社長は、同じくテレビ朝日から出向している梅澤道彦が就任。
2015年8月20日死去。70歳没。

## 主な担当作品

### テレビドラマ
- 海のある窓（1976年）
- 緑の夢を見ませんか?（1978年）
- 草野球・草家族（1980年）
- 午後の旅立ち（1981年）
- 新・海峡物語（1981年）
- ベイシティ刑事（1987年）
- シリーズ・街
- 10年目のクリスマス・イブ（1991年）
- タクシードライバーの推理日誌シリーズ
- 忠臣蔵（2004年）
- 砦なき者（2004年）

### 劇場映画
- スカイハイ（2003年）